# Arden (Delaware)
Arden, oficialmente Aldeia de Arden, é uma aldeia e colônia de arte localizada no estado americano do Delaware. Foi fundada em 1900 como uma comunidade radical de imposto único georgista pelo escultor Frank Stephens e o arquiteto Will Price. A aldeia ocupa cerca de 160 hectares, sendo a metade mantida como terreno aberto. De acordo com o censo nacional de 2020, a população da aldeia é de 430 habitantes. Em 1973, toda a aldeia foi listada no Registro Nacional de Lugares Históricos.
Duas aldeias vizinhas de tamanho semelhante foram fundadas com base em princípios georgistas, Ardentown, em 1922, e Ardencroft, em 1950. Em 2003, elas também foram listadas no NRHP como Distrito Histórico de Ardens. Muitos Ardenitas, como são chamados os aldeões de Arden, [carece de fontes?].

## Geografia
De acordo com o Departamento do Censo dos Estados Unidos, a aldeia tem uma área de 0,6 km², dos quais todos os 0,6 km² estão cobertos por terra. É delimitada pela Floresta Sherwood, pela Marsh Road, pelo Parque Hanby e pelas aldeias expandidas de Ardentown e Ardencroft.

### Localidades na vizinhança
O diagrama seguinte representa as localidades num raio de 8 km ao redor de Arden. 

## Demografia
Desde 1970, o crescimento populacional médio, a cada dez anos, reduz em -4,9%.

### Censo 2020
Segundo o censo nacional de 2020, a sua população é de 430 habitantes e sua densidade populacional de 666,5 hab/km². Houve um decréscimo populacional na última década de -2,1%. É a 39ª localidade mais populosa e a 14ª mais densamente povoada do Delaware.
Possui 239 residências que resulta em uma densidade de 370,5 residências/km² e uma redução de -1,6% em relação ao censo anterior. Deste total, 7,9% das unidades habitacionais estão desocupadas. A média de ocupação é de 2,0 pessoas por residência.
A renda familiar média é de 66 023 dólares e a taxa de emprego é de 54,9%.

## Marco histórico
Arden possui apenas uma entrada no Registro Nacional de Lugares Históricos, o Distrito Histórico de Ardens, designado em 30 de maio de 2003.